# Muzeum Sztuki w Esbjerg
Muzeum Sztuki w Esbjerg (duń. Esbjerg Kunstmuseum) jest położone w południowo-zachodniej Jutlandii w Danii. Zostało założone w 1910 roku, a w 1962 przeniesione do nowego budynku w Parku Miejskim, zaprojektowanego przez Jytte og Ove Tapdrup. Sale wystawowe Muzeum Sztuki w Esbjerg są rozmieszczone na trzech piętrach.

## Laboratorium Estetyczne
Laboratorium Estetyczne zostało otwarte podczas renowacji muzeum w 1997 roku, a jego działalność inspirowana jest między innymi filozofią Bauhausu i psychologią percepcji. Laboratorium tworzy kontrast między naukami przyrodniczymi a sztuką i na tym opiera swoją istotę. Bazuje ono na doświadczeniach eksperymentu pedagogicznego z klasą trzecią, który odbył się w roku szkolnym 1995-96 i był projektem pilotażowym. Jeden poranek w tygodniu klasa uczyła się w muzeum przedmiotów takich jak: sztuki piękne, przyroda i technika oraz muzyka, które były przedstawione jako wspólne pole inspiracji. Celem było m.in. wzmocnienie przeżyć estetycznych uczniów, poprzez wywołanie wielu wrażeń i doznań, które następowały podczas spotkań ze sztukami wizualnymi.

## Profil badawczy muzeum
Od połowy lat 90. artyści w Muzeum Sztuki w Esbjerg eksperymentują i poszukują nowych sposobów przedstawiania sztuki współczesnej. W muzeum jest przeprowadzany projekt badawczy, który ma na celu poznać i zgłębić postrzeganie muzeum sztuki z perspektywy zwiedzającego. Wszystkie projekty realizowane są wspólnie z psychologiem dr Bjarne Sode Funch, który podczas współpracy napisał pracę doktorską na temat psychologii wartościowania sztuki (The Psychology of Art Appreciation, Museum Tusculanum Press, 1997).